# 乌诺·克拉米
乌诺·克拉米（芬蘭語：Uuno Klami，1900年9月20日—1961年5月29日），芬兰作曲家。早年曾在巴黎和维也纳学习，并参加过多次芬兰与苏联的战争。1961年因心脏病发作死于一艘帆船上。克拉米的作品继承西贝柳斯，多采用芬兰民族题材，但音乐上受到斯特拉文斯基和拉威尔的影响，具有配器精美，节奏鲜明的特点，在芬兰音乐史上有重要地位。